# Funktionelle Klonierung
Die Funktionelle Klonierung umfasst Methoden zur Identifikation unbekannter Varianten eines bekannten Gens, z. B. aus anderen Arten oder verschiedene Isoformen oder homologe Gene innerhalb eines Organismus. Im Gegensatz zur positionellen Klonierung basiert die funktionelle Klonierung auf der Suche nach einem Gen ähnlicher DNA-Sequenz und daher vermutlich ähnlicher Funktion.

## Eigenschaften
Die DNA wird durch eine DNA-Isolierung gereinigt und anschließend fragmentiert. Durch eine Agarose-Gelelektrophorese wird die DNA aufgetrennt und per Southern Blot auf eine Membran überführt. Durch eine Hybridisierung mit einer Hybridisierungssonde, welche in ihrer DNA-Sequenz auf dem bekannten Gen beruht, werden ähnliche Sequenzen auf der Membran gebunden. Die Sequenzen der bindenden DNA-Fragmente werden per DNA-Sequenzierung bestimmt.